# RE/MAX
RE/MAX (prescurtare de la Real Estate Maximums) este o companie de servicii imobiliare în sistem de franciză din Statele Unite. Și-a început activitatea în anul 1973 și are circa 144.000 de agenți în 8600 de birouri din aproximativ 120 de țări.

## RE/MAX în România
RE/MAX România a fost fondată în octombrie 2006, în 2013 managementul regional a fost preluat de Răzvan și Ramona Cuc. 
Compania are peste 75 de birouri în 27 orașe din România și este în continuă creștere. Pentru România obiectivul este de 110 de birouri francizate și peste 1000 de agenți afiliați până în 2023. RE/MAX oferă un set de instrumente, standarde și servicii pentru a susține producătorii din industria imobiliară. 

## Evoluția tranzacțiilor imobiliare RE/MAX în România
2015 este un an bun pentru RE/MAX, care a intermediat tranzacții imobiliare în valoare de 19 milioane de euro și a încasat comisioane de aproximativ un milion de euro.
În timp ce pentru anul 2016, RE/MAX România arată că a intermediat peste 1.000 de tranzacții imobiliare, în valoare de 100 milioane de euro per total, în creștere cu circa 130% comparativ cu anul precedent.
De asemenea, afacerile RE/MAX România au crescut cu aproximativ 30% în 2017, la 2 milioane de euro. RE/MAX a intermediat în 2017 peste 1.500 de tranzacții imobiliare în creștere cu 50%, comparativ cu 2016. Din tranzacțiile efectuate, 57% au fost vânzări, iar 43% închirieri.
Pentru anul 2018, peste 2.500 de tranzacții imobiliare, în valoare de 155 de milioane de euro per total a fost intermediate de RE/MAX România.
La începutul anului 2020, RE/MAX România anunța că a înregistrat pentru anul 2019, comisioane generate în valoare de 4,55 milioane de euro, în creștere cu peste 50% față de anul precedent, depășind estimările realizate la începutul lui 2019.

## Evoluția francizelor imobiliare RE/MAX în România
RE/MAX România și-a început activitatea cu 3 birouri, iar în 2014 se extinde cu încă 7 francize, urmând ca până la sfârșitul anului 2015 să numere 12 francize imobiliare la nivel național.
În anul 2016, RE/MAX România își extinde rețeaua cu un nou birou în București și ajunge la un număr de 19 birouri și 120 agenți imobiliari, iar la finalul lui octombrie mai deschide un birou în Piatra Neamț. 
RE/MAX deschide primul birou din Constanța, apoi în decembrie 2016 alte 2 noi birouri în Sibiu și Târgu Mureș.
Începând cu luna mai 2017, rețeaua RE/MAX din România se mărește un încă un birou, ajungând pe plan național la peste 170 de agenți în 11 orașe.
De la începutul anului 2018, RE/MAX își extinde rețeaua și ajunge la 25 de birouri în România. Cele mai noi francize din portofoliul companiei sunt 2 din București și unul din Satu-Mare. Tot cu încă trei birouri unul în Iași, unul în București și unul în Bacău, acumulând 28 de unități la nivel național, la jumătatea anului 2018.
RE/MAX încheie anul 2018 cu un număr de 40 de birouri pe întreg teritoriul României cu peste 320 agenți imobiliari. Ultimele extinderi de birouri fiind în București, Cluj-Napoca și Timișoara, plus altele 3 birouri noi în Cluj-Napoca, Timișoara și Suceava și ultimele 2 birouri în Craiova și Brașov.
Anul 2019 începe în forță și RE/MAX inaugurează un nou birou în Bacău, prin fuziunea dintre RE/MAX Trend cu cea mai mare agenție imobiliară locală, urmând ca în aprilie 2019 RE/MAX să se extindă în capitală cu încă 4 birouri noi, ajungând astfel la un total de 11 birouri și peste 100 de agenți imobiliari în București.
Pentru anul 2020, RE/MAX anunță că va deschide două noi birouri, unul în București și unul în Iași, după ce în luna mai 2020 și-a extins operațiunile în Republica Moldova.
În primăvara anului 2022, RE/MAX deschide primul birou RE/MAX Prime Capital din Oradea.

## Premii obținute de RE/MAX România în cadrul Galei Profesioniștilor în Imobiliare

### Ediția 2022
- ”Franciza imobiliară a anului 2022 în România” - RE/MAX România
- ”Programul educațional al anului 2022” - RE/MAX România
- ”Contribuție continuă în imobiliare: Răzvan Cuc” - RE/MAX România
- ”Agenția imobiliară a anului 2022 în Oradea”  - RE/MAX Prime Capital
- ”Agenția imobiliară Rising Star a anului 2022 în România”  - RE/MAX Prime Capital

### Ediția 2021Arhivatîn17 ianuarie 2023, laWayback Machine.
- ”Franciza imobiliară a anului 2021” - RE/MAX România
- ”Cel mai bun program educațional oferit 2021”  - Academia RE/MAX România
- ”Leadership în imobiliare 2021”  - RE/MAX România

### Ediția 2020[27]
- ”Franciza imobiliară a anului 2019" - RE/MAX România;
- ”Extinderea anului 2019” - RE/MAX România.

### Ediția 2019[28]
- ”Cel mai puternic brand imobiliar național 2018"- RE/MAX România;
- ”Academia educațională a anului 2018” - RE/MAX Academy;
- "Cea mai spectaculoasă creștere în 2018” - RE/MAX România;
- ”Agenția nouă a anului 2018 în România” - RE/MAX Family;
- ”Antreprenorul anului 2018 în Imobiliare” - Răzvan Cuc, Președinte RE/MAX România.

### Ediția 2018[29]
- ”Cel mai puternic brand din România 2018" - RE/MAX România;
- ”Antreprenorul anului în Imobiliare” - Răzvan Cuc, Președintele RE/MAX România.

### Ediția 2017[30]
- ”Cea mai mare franciză din România” - RE/MAX România;
- ”Cel mai puternic brand din Cluj-Napoca” - RE/MAX;
- ”Managerul anului în rezidențial” - Răzvan Cuc, Președintele RE/MAX România.

### Ediția 2016[31]
- ”Cea mai mare investiție în dezvoltarea profesională” - RE/MAX România;
- ”Cea mai mare extindere ca franciză” - RE/MAX România.